# Hermann Ravensperger
Hermann Ravensperger, ook Herman Ravensberg(er), (Siegen, 30 september 1586 — Groningen, 20 december 1625) was hoogleraar aan de toenmalige hogeschool Groningen. Hij was afkomstig uit Siegen, gelegen in het toenmalige graafschap Nassau.

## Leven en werk
Ravensperger studeerde rechten in Herborn en Heidelberg. Hij werd daarna theoloog en was in de periode 1609 tot 1614 verbonden aan de universiteiten van Marburg, Herburg en Steinfurt. Vanwege zijn rechtzinnigheid - een steile calvinist - werd hij als eerste hoogleraar in de theologie benoemd bij de in 1614 gestichte hogeschool van Groningen. Zijn op 23 augustus 1614 uitgesproken oratie werd met die van zijn collega Johannes Epinus Huninga als "Orationes ad inaugurationem academiæ illustrium ordinum Groningæ & Omlandiæ" in 1614 uitgegeven. Hij betoogde in zijn oratie dat het feit dat drie uitmuntende mannen als Wessel Gansfort, Rudolf Agricola en Regnerus Praedinius Groningers waren, een voorbode vormde van de stichting van de Groninger universiteit en een teken was van de goddelijke voorzienigheid. Toen de Broerkerk in gebruik werd genomen als academiekerk sprak Ravensperger een feestrede uit. In 1615 werd hij voor de eerste maal benoemd tot rector magnificus. Hij zou deze functie daarna nog driemaal bekleden. Ravensperger was fel gekant tegen de opvattingen van Conrad Vorstius, die hij van socinianisme beschuldigde. Ook zijn polemiek tegen de opvattingen van de rechtsgeleerde Hugo de Groot lokte felle reacties uit, onder andere van diens vriend Gerardus Vossius.
Ravensperger overleed in december 1625 op 39-jarige leeftijd in Groningen. Zijn in 1615 geboren zoon Jacob werd in 1641 benoemd tot hoogleraar in de wiskunde aan de universiteit van Utrecht.
1. ↑  zie Meindert Schroor in Geschiedenis van Groningen deel II, p.179, Zwolle, 2008
2. ↑  gedigitaliseerde versie. Gearchiveerd op 29 juli 2023.
3. ↑  Van Berkel, 2014 p.79/80
4. ↑  Lüthy, Chr.  "David Gorlaeus (1591-1612). An Enigmatic Figure in the History of Philosophy and Science" p.140, Amsterdam, 2012